# Ben Jordan
Ben Jordan: Paranormal Investigator ist der Titel einer Reihe von Adventure-Computerspielen, die seit 2004 von Francisco „Grundislav“ Gonzalez mit Hilfe der Spiel-Engine Adventure Game Studio produziert wird. Bisher sind acht Ben-Jordan-Spiele erschienen, wobei jedes Spiel einen einzelnen Kriminalfall paranormaler Natur wiedergibt, der von Ben Jordan – der Hauptfigur – gelöst wird. Die Spiele stießen vielfach auf internationale Anerkennung. Die Besonderheit der Spielreihe liegt hierbei in der Tatsache, dass alle paranormalen Fälle auf den Grundlagen sorgfältig recherchierter, bestehender Sagen und Folkloren aufbauen.

## Handlung
Obwohl jeder Fall der Reihe eine in sich geschlossene Handlung zur jeweiligen Ermittlung aufweist, hat der Autor angedeutet, dass alle Spiele durch einen übergreifenden Handlungsbogen miteinander verbunden sind. Aufmerksame Spieler wären somit in der Lage, Handlungselemente aufzugreifen, die in kommenden Fällen Schlüsselrollen spielen.

### Case 1: In Search of the Skunk-Ape
Ben Jordan erhält einen Anruf von einem Wildhüter in den Everglades in Florida, der ihm erzählt, dass ein dem Bigfoot ähnliches Wesen, das als Stinktieraffe bekannt ist, für einige Morde und das Verschwinden mehrerer Personen verantwortlich gemacht wird. Ben willigt ein, vor Ort zu ermitteln.
Bei seiner Ankunft wird Ben von einem Förster namens Ernie darüber aufgeklärt, dass der Wildhüter, der ihn angerufen hatte, das jüngste Opfer des Stinktieraffen geworden ist. Nach anfänglichen Befragungen und Ermittlungen lernt Ben einen Förster namens Rick kennen, der sich dazu bereit erklärt, mit ihm im Wald nach dem Stinktieraffen zu suchen. Ben findet den Bau des Biestes und entdeckt darin einige in einem tiefen Loch versteckte Kokainpakete.
In der Nacht machen sich Ben und Rick auf die Suche nach dem Stinktieraffen und stoßen im Wald auf das Biest, das Rick tötet. Ben kann entkommen und erreicht die Hütte eines Mannes namens Jed. Als er die Hütte betritt, offenbart Jed, dass er den Stinktieraffen kontrolliert, um sein Drogenversteck zu bewachen. Ben schafft es, in den Kontrollmechanismus des Affen einzugreifen, was dazu führt, dass Jed ums Leben kommt und der Stinktieraffe in den Wald zurückkehrt.

### Case 2: The Lost Galleon of the Salton Sea
In Bens zweitem Fall wird er in eine kleine Stadt namens Dunesberg mitten in der Wüste Kaliforniens gerufen. Eine Frau namens Annie Roberts erzählt Ben, dass ihr Ehemann George sich auf die Suche nach etwas gemacht habe, das als Verlorene Galeone bekannt ist, und seit zwei Wochen nicht zurückgekehrt sei. Ben macht sich auf, mehr über die Verlorene Galeone und George herauszufinden.
Als er an den Saltonsee fährt, findet Ben bereits einige Schatzsucher vor. Durch seinen Einfallsreichtum schafft es Ben, die Galeone ausfindig zu machen. Er geht auf einen Erkundungstauchgang, doch wird durch irgendetwas im Wasser ohnmächtig. Als er aufwacht, findet er sich zusammen mit George Roberts im Schiffsgefängnis wieder. Dieser erklärt ihm, dass der Geist des Kapitäns ihn gefangen hält. Ben und George brechen aus der Zelle aus und treffen den Geist, der ihnen sagt, dass sie seine Gefangene auf der Galeone seien. Ben schafft es allerdings, eine „Geisterbüchse“ zu bauen, die den Geist einfängt und dazu zwingt, sie zurück nach Dunesberg zu bringen, wo George mit seiner Frau wiedervereint wird.

### Case 3: The Sorceress of Smailholm
Bens dritter Fall führt ihn nach Smailholm, Schottland, wo er den Mord an zwei Mädchen aufklären soll. Die Leute im Dorf haben den Verdacht, dass es sich um das Werk örtlicher Hexen handelt und haben eine junge Frau namens Mary Blaine verhaftet, die des Verkehrs mit einer örtlichen verdächtigen Hexe beschuldigt wird und am Tatort gefunden wurde.
Dieses Spiel markiert einen Wendepunkt in der Serie, da ein rivalisierender Ermittler, Percival Quentin Jones, eingeführt wird, der Ben dauernd in Frage stellt. Das Spiel unterscheidet sich insofern, als es eine Abzweigung in der Geschichte aufweist. Wie das Spiel endet, hängt davon ab, ob der Spieler eine Schlüsselhandlung ausführt.
In dem offensichtlicheren Ende wird Ben von dem örtlichen Wachtmeister gefangen, schafft es aber zu entkommen. Mary offenbart, dass sie und alle anderen im Dorf in Wirklichkeit Hexen sind und ihr Anführer eine Vampirhexe namens Zortherus ist. Zum Schluss wird Ben von Percival Jones davor bewahrt, geopfert zu werden, und Zortherus von Ben getötet, wodurch der Rest der Hexensekte rapide altert und stirbt. In diesem Ende bleibt Vieles unbeantwortet.
In dem weniger offensichtlichen (aber von Fans bevorzugten Ende) befreit Ben Mary aus dem Gefängnis und sie verlieben sich. Ben entdeckt, dass es die Mädchen, die ermordet worden sein sollen, in Wirklichkeit nie gab und dass die ganze Geschichte nur ein Schwindel war, der Ben nach Smailholm locken sollte, damit er geopfert werden kann. Diesmal ist es Mary, die Ben zur Rettung eilt, doch sie wird von Zortherus vor Bens Augen getötet. Der erzürnte Ben schafft es zu entkommen und Zortherus zu töten.

### Case 4: Horror at Number 50
Ben befindet sich wieder in Percys Büro in London, als ein Mann namens Randolph Miggs eintritt und sagt, dass er Ben sucht. Er erzählt Ben die Geschichte von Haus Nummer 50 am Berkeley Square, einem Gebäude mit einer gespenstischen Vergangenheit, welches Miggs nun besitzt und in einen Laden für seltene Bücher umgewandelt hat. Er sagt, dass es einen Geist gibt, der nur als „Das Grauen“ bekannt ist und lange Zeit nicht aktiv war, aber sich in jüngster Zeit wieder bemerkbar macht. Ben willigt ein zu ermitteln.
Als er bei Haus Nummer 50 ankommt, entdeckt Ben, dass er nicht alleine ermitteln wird, da Miggs vier weitere paranormale Ermittler hinzugezogen hat, darunter Simon Booth, einen englischen Geisterjäger, Alice Wilkins, eine amerikanische Parapsychologie-Studentin, Otto Schneider, einen geheimnisvollen Deutschen und Madame Tilly Rosenquist, ein berühmtes englisches Medium.
Die fünf Ermittler arbeiten zusammen und halten schließlich eine Séance ab, um mit den Geistern Kontakt aufzunehmen. Madame Tilly gerät dadurch in einen Komazustand. Simon entdeckt eine Tür, die in eine Reihe von Räumen führt, die unerklärlicherweise größer als das gesamte Haus sind, und verschwindet kurz darauf spurlos. Ben schafft es schließlich, in einen verschlossenen Raum im obersten Stockwerk zu gelangen. Er, Alice und Otto sind in der Lage, den Geist, der von Madame Tilly Besitz ergriffen hat, wieder in die Geisterwelt zu verbannen. Zum Schluss wird enthüllt, dass Simon überlebt hat und gesund und munter ist.
Der vierte Fall war der erste der Reihe, der eine Technik namens Rotoskopie verwandte, die auch in vielen Sierra-Spielen Anfang der 1990er Jahre benutzt wurde. Dieses Spiel ist außerdem bedeutend für die Reihe, da hier die Figuren Alice Wilkins und Simon Booth eingeführt werden, die beide für den Rest der Reihe wichtige Nebenrollen spielen.
Das echte Haus Nummer 50 am Berkeley Square ist das berüchtigtste Geisterhaus Londons. Wie im vierten Fall wird es derzeit von einem Händler antiker Bücher genutzt.

### Case 5: Land of the Rising Dead
Nach den Ereignissen in Haus Nummer 50 in London geht Ben Jordan nach Hause, nur um wieder Alpträume von Mary zu haben.
Eines Morgens erhält er einen Anruf von seinen Freunden Simon Booth und Alice Wilkins. Simon hat von einer Reihe von Morden in Osaka, Japan gehört, die von der Polizei als „Geistermorde“ bezeichnet werden. Die Gruppe beschließt zu ermitteln.
Nach der Ankunft in Japan wird offensichtlich, dass hier mehr geschieht als nur willkürliche Morde. Ben freundet sich mit Kommissar Yoshi, dem Hauptkommissar an dem Fall. Ben findet irgendwann heraus, dass alle Mordopfer berühmte Geschäftsmänner in der Stadt sind. Im Verlauf des Spiels untersucht Ben einige geheimnisvolle Morde in einem nahegelegenen Dorf, nimmt an einer verrückten japanischen Spielshow teil und klärt letztendlich die Geistermorde auf.
Das Spiel endet allerdings mit einem bitteren Beigeschmack, da Alice nach einer Vergiftung im Koma liegt und Ben mit seinen Gefühlen für Mary kämpft, während Simon ständig andeutet, dass Ben und Alice ein Paar sein sollten.
Dieses Spiel unterscheidet sich von den anderen, da sich das mutmaßliche paranormale Phänomen als falsch herausstellt.

### Case 6: Scourge of the Sea People
Ben, Alice und Simon beschließen, Urlaub in Griechenland zu machen. Obwohl sie ursprünglich geplant hatten, sich in Athen einzuquartieren, ist der Weg dorthin wegen eines Feiertages versperrt, weswegen sie stattdessen in ein kleineres Dorf namens Agia Anna auf Euböa gehen.
Dort untersucht Ben eine Unterwasserzivilisation menschenähnlicher Wesen, die als Meermenschen bekannt sind. Ein Fischer, der in einem winzigen Haus am Meer lebt, hilft ihm, auf See zu fahren, sodass er an dem Fall arbeiten kann. Ben trifft außerdem Professor Quincy Sanbourne, Verfasser des Handbuchs für paranormale Ermittler und Lehrer an der Universität Oxford. Sanbourne offenbart, dass er viele Freunde in der Kriminologieabteilung von Oxford hat und dort niemanden namens Percival Quentin Jones kennt.
Während des Aufenthalts in Agia Anna findet Simon heraus, dass Ben während ihres Urlaubs an einem Fall arbeitet und ist darüber sehr verärgert, wodurch es zu einem Streit kommt. Simon wir bald klar, dass der Fall legitim ist, nachdem zwei Camper vom Strand verschwinden und nur ins Wasser führende Schleifspuren hinterlassen. Mit der Hilfe eines Orakels macht Ben einen Trank, der es ihm ermöglicht, vorübergehend unter Wasser zu atmen.
Nachdem er den Schlupfwinkel der Meermenschen ausfindig gemacht hat, nimmt er den Trank zu sich und taucht ab. Er findet den toten König der Meermenschen, den er wieder zum Leben erweckt, und es stellt sich heraus, dass die Morde nicht das Tun der bereits ausgestorbenen Seemenschen, sondern böser Wesen namens Phorkiden sind. Der König erklärt Ben, wie er die letzte Phorkide töten kann. Zusammen mit Alice und Simon legt sich Ben des Nachts am Strand auf die Lauer. Während sie reden, taucht die Phorkide auf und versucht, Simon zu töten und ins Wasser zu ziehen. Alice lenkt die Phorkide ab und Ben tötet sie mit einem Dreizack, den ihm der König der Meermenschen gab.
Nach der Aufregung unterhalten sich Ben und Alice am Strand und küssen sich, woraufhin Simon auftaucht und bemerkt, dass es endlich Zeit wird, dass sie ihre Gefühle füreinander erkennen.

### Case 7: The Cardinal Sins
Es ist Heiligabend. Ein Priester namens Thomas Ryan wird in Rom ermordet. Ben, der wieder zu Hause bei seiner Familie ist, wird wegen seiner 'Karriere' kritisiert, weswegen er wütend das Zimmer verlässt. Als er einen Anruf von einem Häftling, Alessandro Renzi, erhält, beschließt er, seiner Familie zu zeigen, was er kann. Zusammen mit Simon und Alice reist er nach Rom. Alessandro Renzi leugnet, den Priester getötet zu haben und behauptet, von einem Dämon besessen gewesen zu sein.
In der Kirche von Thomas Ryan leugnet der Priester Eamon McNamara, von diesem je gehört zu haben. Erst als Alessandro Renzi sich am nächsten Tag erhängt, gesteht Eamon, dass Vincenzo Bianchi, ein Priester vom Petersdom, ihm mit bösen Folgen drohte, wenn er die Wahrheit sagt. Als Ben sich in Bianchis Büro schleicht, findet er einen Halter mit einer sechseckigen Vertiefung und einen Notizblock. Er stellt fest, dass das Zeichen auf Renzis Abschiedsbrief und ein Symbol auf dem Notizblock identisch sind. Percival Quentin Jones macht Urlaub in Rom, begegnet Ben und erklärt ihm, dass Sandbourne ihn deshalb nicht kenne, weil er kurz vor nach dessen Anstellung seinen Urlaub angetreten habe. Außerdem identifiziert er das Symbol als das Zeichen der Ritter des Heiligen Antonius.
Ben hat den Verdacht, dass Bianchi dieser Vereinigung angehört. Mit Alices und Simons Hilfe schleicht er sich in Bianchis Wohnung und stiehlt ein Kreuz mit einer sechseckigen Form an der Unterkante. Er steckt das Kreuz in den Halter in Bianchis Büro und öffnet somit einen Geheimgang. Darin findet er Reliquien, die aus jedem der Ort stammen, an denen er gewesen ist. Bianchi betritt den Raum und sagt, dass diese Reliquien für die Große Aufgabe verwendet würden und zwingt ihn mit vorgehaltener Waffe, das Exorzismus-Amulett Jesu zu beschaffen, was er selbst versuch hatte, wodurch er allerdings einen Dämon freiließ, der von Renzi Besitz ergriff. Ben entdeckt eine lateinische Inschrift, die besagt, dass das Amulett nicht mit bloßen Händen berührt werden darf. Er benutzt einen Handschuh, um es zu nehmen. Bianchi sagt, dass er ihn trotzdem töten wird, woraufhin Ben das Amulett zerstört und somit einen Dämon freilässt, der Bianchi tötet. Nachts werden Simon und Ben von Kardinal Genovese, der im Petersdom arbeitet und ebenfalls Mitglied der Ritter des Heiligen Antonius ist, entführt. Alice verschwindet ebenfalls, es ist allerdings unklar, wohin. Simon wird von einem Handlanger des Kardinals getötet, der anschließend Ben in den Weinkeller wirft.
Im Weinkeller entdeckt Ben ein Verzeichnis mit Daten über die Ritter. Er entdeckt, dass Percival Quentin Jones ebenfalls Mitglied ist. Gleich darauf taucht dieser persönlich auf und schlägt Ben von hinten k. o. Somit ist der siebente Fall der einzige mit einem Cliffhanger.

### Case 8: Relics of the Past
Das letzte Spiel der Ben-Jordan-Reihe wurde im August 2012 veröffentlicht. Es schließt sämtliche offenen Handlungsbögen ab und führt die Serie dadurch zu Ende. Ben Jordan arbeitet mit Percifal Jones, einem ehemaligen Mitglied des Sankt Antonius Ritterordens, zusammen. Dieser gibt sich als Jordans Schutzengel zu erkennen und erzählt ihm von seiner Begegnung mit Jordans Großvater in Transsylvanien. Gemeinsam bringen sie Kardinal Genovese in der Notre-Dame Kathedrale zur Strecke, der die Weltherrschaft durch ein Ritual an sich reißen möchte.

## Figuren
Die Ben-Jordan-Spiele wurden vielfach für ihre stark profilierten Figuren gelobt. Vor allem in den späteren Teilen der Serie gewinnen einige Figuren eine bemerkenswerte Tiefe. Jede der Figuren besitzt eine an die Struktur der Spiele von Sierra angelehntes Porträt, die ab dem fünften Fall neu bearbeitet wurden.

### Ben Jordan
Ben Jordan ist die Hauptfigur der Spielreihe, ein junger Mann aus Philadelphia, Pennsylvania, Anfang zwanzig, der kürzlich seinen Abschluss in Internationalen Beziehungen gemacht hat. Sein Traum ist es aber, paranormaler Ermittler zu werden. Ben ist neugierig, mutig und insgesamt sympathisch, doch zu seinem Unglück scheint er unter dem Pech zu leiden, Menschen zu verlieren, die ihm nahestehen. Deswegen ist er auf der Hut davor, Menschen zu nahe zu kommen und wird leichter wütend als früher. Am Ende des sechsten Falls merken Alice und Ben, dass sie Gefühle füreinander haben und küssen sich. Am Ende des siebenten Falls wird Jordan von Percival Quentin Jones k. o. geschlagen, sein Schicksal ist unbekannt.

### Percival Quentin Jones
Ein Professor für Kriminologie in Oxford, er hat Ben Jordan in Smailholm getroffen, wo er bei den Morden an den zwei Kindern ermittelte. Damals war er Ben gegenüber unhöflich und herablassend, doch seine Einstellung änderte sich schnell, als der Fall gelöst war, und er war während Bens Erforschung des Grauens in Haus Nummer 50 sehr hilfreich. Über Percy ist nicht viel bekannt, doch seine letzte Bemerkung am Ende des vierten Falls legt den Verdacht nahe, dass er etwas verbirgt. Während des sechsten Falls wird durch eine Aussage von Professor Quincy Sanbourne offenbart, dass er womöglich doch nicht in Oxford arbeitet. Am Ende des siebenten Falls wird offenbart, dass Jones scheinbar die ganze Zeit lang ein Bösewicht war und Mitglied eines bösen religiösen Ordens ist, der sich als Ritter des Heiligen Antonius bezeichnet.

### Mary Blaine
Eine junge schottische Dame, die im Dorf Smailholm lebt. Ben begegnete ihr, als sie im Gefängnis saß, weil sie beschuldigt wurde, eine Hexe zu sein und die Kinder der McBees getötet zu haben. In Wirklichkeit war das alles nur ein aufwendiges Komplott der Dorfbewohner, die alle Hexen waren und Ben herlocken wollten, um ihn zu opfern. Wenn man das „gute“ Ende des dritten Falls als zur eigentlichen Geschichte gehörig betrachtet, hat sich Mary wegen seiner Güte und Barmherzigkeit ihr gegenüber in Ben verliebt, und Ben hat sich auch in sie verliebt. Leider wurde sie von Zortherus getötet, was Ben schwer traf.

### Simon Booth
Ein englischer Geisterjäger aus Birmingham. Simon ist ein aus sich herausgehender, sympathischer Typ. Er und Ben trafen sich vor Haus Nummer 50, Berkeley Square und wurden schnell Freunde. Er wurde während des sechsten Falls beinahe von einer Phorkide getötet, aber durch Bens und Alices Hilfe schnell gerettet. Er wird am Ende des siebenten Falls von Mitgliedern der Ritter des Heiligen Antonius getötet.

### Alice Wilkins
Eine junge Dame aus Sacramento, Kalifornien, die in Harvard Parapsychologie studiert. Merkwürdigerweise erscheint ihr Name auch auf einem Grabstein in Ben Jordan 3. Doch das wurde im siebenten Fall geklärt: Alice Wilkins, die älteste Einwohnerin Smailholms, war Alices Ur-Urgroßmutter. Sie war auch in Haus Nummer 50 anwesend und freundete sich mit Ben und Simon an. Am Ende des sechsten Falls merken Alice und Ben endlich, dass sie Gefühle füreinander haben und küssen sich.

## Rezeption
Case 1: Das Fachmagazin Adventure Gamers lobte den ersten Teil der Spielereihe für die interessante Geschichte und den Soundtrack. Kritisiert wurde die Kürze des Spiels, aus der eine mangelnde Ausarbeitung der Spielwelt und der Charaktere resultierten.
Case 2: Das Retro-Magazin Reloaded.org stellte heraus, dass die Benutzeroberfläche mit der der Space-Quest-Reihe von Sierra On-Line identisch sei. Das Magazin bewertete das Spiel als das schlechteste der Serie, wofür „nervige“ Puzzles und unintuitiv versteckte Gegenstände verantwortlich seien.
Bei den AGS Awards, einer jährlichen Preisverleihung der AGS-Community, wurde Horror at Number 50 2005 ausgezeichnet.